# 크렘린의 마법사
"크렘린의 마법사"(영어: The Wizard of the Kremlin)는 2025년 개봉 예정인 정치 스릴러 영화이다. 올리비에 아사야스가 감독과 공동각본을 맡았으며, 줄리아노 데 엠폴리의 동명 소설이 영화의 원작이다. 제82회(2025년) 베네치아 영화제 황금사자상 경쟁후보작이다.